# 1917 в анімації

## Випущені фільми
- невідома дата — The Dinosaur and the Missing Link: A Prehistoric Tragedy (США)
- 22 січня — Kaiser (Бразилія)
- 4 лютого:
  - Colonel Heeza Liar On The Jump (США)
  - Throwing the Bull (США)
- 11 березня — Roses and Thorns (США)
- 19 березня — Colonel Heeza Liar, Spy Dodger (США)
- квітень — Imokawa Mukuzo Genkanban no Maki (Японія)
- 12 квітня — Robbers and Thieves (США)
- 29 квітня — The Cook (США)
- 7 травня — Farmer Al Falfa's Wayward Pup (США)
- 27 травня — Moving Day (США)
- червень — Some Barrier (США)
- 24 червня — All Is Not Gold That Glitters (США)
- 30 червня — Namakura Gatana (Японія)
- липень — His Trial (США)
- 5 серпня — A Krazy Katastrophe (США)
- 20 серпня — Colonel Heeza Liar's Temperance Lecture (США)
- 9 листопада — El Apóstol (Аргентина)

## Народилися

### Січень
- 11 січня: Маргарет Райт, американська актриса (озвучувала Кейсі Джуніора в «Дамбо») (пом. 1999).[1]
- 24 січня: Ернест Боргнайн, американський актор (озвучка Карфейса в серіалах «Усі собаки потрапляють до раю 2» і «Усі собаки потрапляють до раю», «Людина-русалка» в «Губка Боб Квадратні Штани», він сам в епізоді « Сімпсонів » Бойскаути з капюшоном), (д. 2012 р.)[2].

### Березень
- 12 березня: Міллард Кауфман, американський сценарист (співавтор «Містера Магу») (пом. 2009).

### Квітень
- 8 квітня: Джон Вітні, американський мультиплікатор, композитор і винахідник («П'ять вправ у фільмах», співавтор анімації початкової серії «Запаморочення») (пом. 1995)[3]
- 9 квітня: Рольф Каука, німецький художник коміксів і кінорежисер (Фікс і Фоксі) (пом. 2000).[4]
- 15 квітня: Ганс Конрід, американський актор (озвучка Джорджа Дарлінга та Капітана Гака у «Пітер Пен», «Злий удар хлистом» у "Дадлі-ду-Райт ", Воллі Морж у «Дятел Вуді») (пом. 1982).[5]
- 17 квітня: Марта Сігалл, американська аніматорка, художниця та художник (Warner Bros. Мультфільми), (пом. 2014).[6]
- 18 квітня: Воррен Батчелдер, американський аніматор (Warner Bros. Мультфільми, DePatie-Freleng, Peanuts special), (пом. 2007).[7]
- 19 квітня: Ге Ге Пірсон, американська акторка (другий голос Кролика-хрестоносця в Crusader Rabbit), (пом. 1975).

### Травень
- 1 травня: Федір Хитрук, російський мультиплікатор і режисер («Історія одного злочину», «Фільм, фільм, фільм», «Вінні-Пух», "О, спорт, ти — спокій! ") (пом. 2012).[8]
- 11 травня: Дін Елліотт, американський композитор (Чак Джонс, DePatie-Freleng Enterprises, Ruby-Spears Productions), (пом. 1999).
- 16 травня: Хел Сігер, американський аніматор, автор коміксів і художник коміксів (Fleischer Studios, Batfink, Мілтон Монстр), (пом. 2005).[9]
- 23 травня: Тетяна Рябучинська, російська балерина (співвиконувала роль танцювальної моделі в сегменті «Танець годин» у «Фантазії» та сегменті «Два силуети» в "Зробити мою музику ") (пом. 2000).[10]

### Червень
- 2 червня: Бріс Мак, американський кінорежисер і художник (Компанія Уолта Діснея), (пом. 2008).[11]
- 24 червня: Вільма Бейкер, американська аніматорка (компанія Уолта Діснея), (пом. 2016)[12][13].

### Липень
- 16 липня : Білл Вудсон, американський актор (оповідач у Супердрузі), (пом. 2017).[14]
- 17 липня :
  - Філліс Діллер, американська актриса та комедійна акторка (голос королеви в «Життя жука», Тельми Ґріффін у «Сімейнику», подруги монстра у «Божевільній вечірці монстрів?», Білої королеви в «Алісі в Задзеркаллі», бабусі Нейтрон у «Пригодах Джиммі Нейтрона»)., Хлопчик-Геній, Фея Цукрової Сливи в " Найбожевільнішому Лускунчику «, Джейн Гудейр в епізоді „Капітан Планета і планетники“ „Smog Hog“, Сюзі Білка в епізоді Animaniacs „Сонячні білки“, Ліліан в епізоді „Король гори“ „Втеча“ з Party Island», Мітці в епізоді Hey Arnold! «Grandpa's Sister», Маска Скара в епізоді The Powerpuff Girls «A Made Up Story», сама в епізоді The New Scooby-Doo Movies «A Good Medium is Rare»), (д. 2012 р .).[15][16][17]
  - Гас Арріола, мексикансько-американський художник коміксів і аніматор (Screen Gems, MGM), (пом. 2008).[18]

### Серпень
- 2 серпня: Ва Чанг, китайсько-американський дизайнер, скульптор, аніматор і продюсер анімації (Піноккіо, Бембі), (пом. 2003).[19]
- 13 серпня: Селбі Келлі, американський художник коміксів і аніматор (працював на Walt Disney Animation, Warner Bros. Animation Studios, MGM Animation, Walter Lantz, George Pal 's Puppetoons, Hanna-Barbera, Jay Ward, Bill Melendez, Chuck Jones), (пом. 2005)[20].
- 28 серпня: Джек Кірбі, американський художник коміксів і аніматор (Fleischer Studios, Hanna-Barbera, Ruby-Spears ), (пом. 1994)[21].
- 29 серпня: Ізабель Сенфорд, американська актриса та комедійна акторка (голос Бетсі в епізоді «Почекай, поки ваш батько повернеться додому», «Потрібна допомога», Ширлі Маклун в епізоді "Цуценя на ім'я Скубі-Ду " «Велосипед, створений для Бу!», Берніс в епізоді Пеппер Енн «Кокон Гейблз», озвучила себе в епізоді Сімпсонів "Мілхаус тут більше не живе" (пом. 2004)[22].

### Вересень
- 17 вересня: Джун Форей, американська акторка (озвучка Люцифера в «Попелюшці», Бабусі та Відьми Хейзел у "Веселі мелодії ", Вузлоголового та Сплінтера у «Вуді Дятлі», Роккі — білка-летяга, Наташі Фатале та Нелл Фенвік у «Роккі та Булвінкл», Жартуючого Смурфа у «Смурфиках»)., Граммі Гаммі у Disney's Adventures of the Gummi Bears, Magica De Spell і Ma Beagle у DuckTales, Бабуся Фа у Mulan), (2017 р.).[23][24]
- 28 вересня : Карл Баллантайн, американський фокусник, комік і актор (озвучка Ела Г. Суіндлера в "Гарфілді та друзях ", Ленні Лунца в «Людині-павуку», Хаски в епізоді Freakazoid! «Газонні гноми: Глава IV — Веселощі на сонці»), (пом. 2009 р.).[25]

### жовтень
- 2 жовтня : Альма Дункан, канадська художниця, графік і кінорежисер («Кумак, сонний мисливець», "Серця та підошви") (пом. 2004)[26].

### Листопад
- 11 листопада: Герберт Клінн, американський аніматор (УПА, засновник Format Films), (пом. 1999).

### Грудень
- 18 грудня: Оссі Девіс, американський актор, режисер, письменник і активіст (голос Яра в «Динозаврі») (пом. 2005).[27]
- 22 грудня : Френкі Дарро, американський актор (озвучка Лемпвіка в "Піноккіо ") (пом. 1976).[28]
- 30 грудня : Уеслі Таттл, американський співак кантрі (виконував роль йодлю у фільмі фільмі "Білосніжка та сім гномів") (пом. 2003).